# 国分生協病院
国分生協病院（こくぶせいきょうびょういん）は、鹿児島県霧島市国分中央三丁目にある鹿児島医療生活協同組合が設置する病院。

## 概要
救急告示病院であり、129床(一般病床90床､地域包括ケア病床39床)を備える。2018年度の診療実績は、1日平均患者数(外来：263.7名、入院：126.3名）、平均在院日数：一般病棟：15.3日、手術件数：112件、全麻手術件数：112件。
全日本民主医療機関連合会(民医連)に加盟している。
2017年11月、新築移転した。

## 診療科
(この節の出典)
- 内科
- 呼吸器内科
- 循環器内科
- 消化器内科
- 糖尿病内科
- 腎臓内科
- 人工透析内科
- 外科
- 肛門外科
- 小児科
- リハビリテーション科
- 救急科

## 医療機関の認定
(この節の出典)
- 保険医療機関
- 労災保険指定医療機関
- 生活保護法指定医療機関
- 結核指定医療機関
- 指定自立支援医療機関（更生医療）
- 指定自立支援医療機関（精神通院医療）
- 身体障害者福祉法指定医の配置されている医療機関
- 原子爆弾被害者一般疾病医療取扱医療機関
- 臨床研修病院
- 特定疾患治療研究事業委託医療機関
- DPC対象病院
- 在宅療養支援病院
- 無料低額診療事業実施医療機関

## 医師研修指定施設としての認定
(この節の出典)
- 協力型臨床研修病院
- 日本循環器学会・専門医研修関連施設
- 日本内科学会・教育関連施設

## 差額ベッド代について
病院の理念により、差額ベッド料（個室料）を徴収していない。

## 交通アクセス
- JR日豊本線「国分駅」より徒歩約10分
- 霧島市内を循環する「市街地循環バス」、コミュニティバス「ふれあいバス」が病院内に乗り入れている。

## 周辺
- 国分郵便局
- 霧島市役所
- 鹿児島県警霧島警察署

## 関連施設
- 総合病院鹿児島生協病院 - 系列病院。
- 川辺生協病院 - 系列病院。